# Передвижници
Передвижњики (рус. передвижники) били су представници руског критичког реализма у 19. веку- то је путујућа уметничка изложба групе руских уметника (Товарищество передвижных художественных выставок) која је основана 1870. године у Петрограду од стране групе апсолвената школе сликара и вајара.

## Циљеви групе
Настала је на иницијативу Ивана Крамскоја и других руских уметника. Имала је као циљ популаризацију уметности која је била занемарена и анонимна. Мотиви су били из рада и живота, пејзажи и историјско сликарство као и портрети. У својим делима су представљали живот људи и критиковали моралне недостатке у Руској Империји. Њихове изложбе су имале велики одјек у Русији.

## Представници
Неки од бројних представника: 
- Иља Рјепин
- Иван Николајевич Крамској
- Иван Ивановић Шишкин
- Исак Иљич Левитан
- Николај Александрович Јарошенко
- Василиј Суриков
- Виктор Васњецов и други

Од 1871. године до 1923. године група је организовала 48 изложби у Москви и Петерсбургу као и осталим градовима у Кијеву, Одеси, Харкову и другим градовима у Русији.
Дела передвижњика су у многим руским галеријама и музејима и у Москви у Третјаковској галерији које су сакупили Павел Третјаков и његов брат.